# توفيق إسكندر
توفيق إسكندر (4 يوليو 1958-)، ممثل سوري. خريج المعهد العالي للفنون المسرحية. عضو في نقابة الفنانين منذ عام 1985. شارك كممثل بالعديد من الأعمال التلفزيونية والمسرحية، بالإضافة إلى عدد من الأعمال الإذاعية.

## أعماله

### في التلفزيون
- مسلسل عصام ورشا
- مسلسل حمام القيشاني بأجزائه الخمسة، بدور عمران المسكاوي
- مسلسل قانون الغاب
- مسلسل قتل الربيع
- مسلسل أسياد المال

- مسلسل بطل من هذا الزمان
- مسلسل حاجز الصمت
- مسلسل الخط الأحمر
- الهشيم

### أعماله المسرحية
- الزير سالم
- رحلة حنظلة
- من اليقظة إلى الغفلة
- المدينة المليونيرة
- ثورة الموتى
- علاء الدين والمصباح السحري.

### أعماله الإذاعية
- حكم العدالة
- مسلسل ومضات من تاريخنا سنة 2003